# Una luz tímida
Una luz tímida (del catalán Una llum tímida) es una obra de teatro bilingüe creada por Àfrica Alonso, con música de Andrea Puig y Àfrica Alonso y dirigida por Marilia Samper. La historia transcurre en la España franquista, en Valencia, y tiene una duración de 100 minutos. Trata sobre el enamoramiento de dos maestras, los problemas que esto les conlleva y la memoria histórica de las lesbianas en España.

## Sinopsis
Isabel es una joven profesora de historia que trabaja en una escuela en Valencia durante la dictadura franquista. La historia comienza cuando ella se enamora de la profesora de literatura de la escuela, Carmen. A pesar de que Carmen no quiere aceptarlo al principio, entre las dos nace una bonita historia de amor.
El primer problema llega cuando la familia de Carmen, de carácter muy conservador, no acepta su relación con una mujer y, después de intentar separarlas y no poder conseguirlo, interna a Carmen en un hospital de enfermos psiquiátricos para a curarse de su "enfermedad" (la homosexualidad ). Allí, Carmen es sometida a terapia electroconvulsiva.

Un tiempo después, Carmen es dada de alta en el hospital y vuelve a casa con Isabel, dejando atrás a su familia y su trabajo. Al volver, debe luchar contra los efectos secundarios de la terapia, pero Isabel no la deja de lado y la cuida tanto como puede hasta las últimas consecuencias.

## Reparto
El reparto de la obra, que cuenta con sólo dos personajes, es el siguiente:
- África Alonso como Isabel.
- Julia Jové como Carmen.

## Equipo[3]

### Música
- Andrea Puig Doria en la guitarra y dirección musical.
- Marta Pons en el violonchelo.

### Dirección
- Marilia Samper.
- Laia Nogueras como ayudante de dirección.

### Dramaturgia e idea original
- África Alonso.

### Composición musical
- Andrea Puig Doria.
- África Alonso.

### Iluminación
- Esther Porcel.
- Víctor Cárdenas

### Sonido
- Nuño Vázquez.

### Vestuario
- Nuria Llunell.

### Gerencia y concejalía
- Laura Nogueira.

### Producción ejecutiva
- Jordi Torras.
- Daria Nicolau.
- Sandra Marcén como asistente de producción.
- Laia Balaguer como asistente de producción.

### Fotografía
- Nora Baylach.

### Marketing y comunicación
- Helena Gracia.

## Canciones
| N. | Título                                                      | Intérprete                | Duración |
| -- | ----------------------------------------------------------- | ------------------------- | -------- |
| 1  | Todas las historias comienzan con una luz tímida.           | África Alonso             | 0:45     |
| 2  | Ciutat pintada                                              | África Alonso             | 2:14     |
| 3  | Me gustaría que no te fueras. .                             | Julia Jové, África Alonso | 0:33     |
| 4  | Si tu hi ets                                                | Julia Jové, África Alonso | 4:08     |
| 5  | Pessigolles                                                 | Julia Jové, África Alonso | 3:17     |
| 6  | Jo tindria fills amb tu…                                    | Julia Jové, África Alonso | 0:23     |
| 7  | Com ningú ho ha vist mai                                    | Julia Jové, África Alonso | 1:47     |
| 8  | Totes les parets escolten                                   | Instrumental              | 1:18     |
| 9  | Al oído                                                     | África Alonso, Júlia Jové | 4:26     |
| 10 | L’ombra                                                     | África Alonso             | 2:20     |
| 11 | Todas las historias nos recuerdan que nuestro pasado existe | África Alonso             | 1:07     |
| 12 | Delirio                                                     | Julia Jové, África Alonso | 1:24     |
| 13 | Pez dorado                                                  | Julia Jové, África Alonso | 2:50     |
| 14 | Reprise Si tu hi ets                                        | Julia Jové, África Alonso | 2:08     |
| 15 | Soledad sonora                                              | Julia Jové, África Alonso | 4:18     |
| 16 | Reprise Si tú estás 2                                       | África Alonso             | 1:24     |
| 17 | Jo seré feliç també                                         | Julia Jové, África Alonso | 2:47     |
| 18 | Reprise Soledad sonora                                      | Julia Jové, África Alonso | 2:50     |
| 19 | Donde te has perdido                                        | África Alonso             | 3:22     |

## Premios
- IV Premio Teatro Barcelona a Mejor espectáculo musical (temporada 2020 y 2021).[5]

## Historia real
Este musical está inspirado en una historia real, que transcurrió en España franquista. Isabel y Carmen cruzaron sus caminos en una escuela situada en Castilla-La Mancha, donde trabajaban como maestras. Ambas habían tenido una infancia difícil, Isabel sufrió abusos sexuales por parte de un miembro de su familia y Carmen vivió con una fuerte presión familiar debido a su condición sexual.
Su relación fue el principio del fin, cuando la familia de Carmen decidió poner fin a su pecado, decidió también empezar su camino hacia la locura. Ingresada en el psiquiátrico de San Onofre y tratada con calambres eléctricos, Carmen desarrolló una dependencia a la ayuda psiquiátrica y a la figura de su pareja, Isabel, hasta los últimos días de su vida.
La pareja se trasladó al pueblo de Catarroja, cerca de Valencia, donde Carmen continuó empeorando su enfermedad psicológica, que le hacía repetirse que no era guapa, que no era delgada, que oía voces…
Finalmente, después de pasar numerosos años en estas condiciones, Carmen suplicó a Isabel que la matara, y con mucho dolor, ella lo hizo. El 29 de mayo de 1998, Isabel acabó con la vida de su pareja, de 53 años, usando un cuchillo y un hacha, provocándole 19 heridas. Justo después intentó acabar con su propia vida con cinco puñaladas en la zona del tórax, una herida de 28 centímetros situada en el cuello y cortes en las venas de unos cinco centímetros. Después de diez horas salió del estado inconsciente en el que había quedado y pidió ayuda, destapando un crimen. La Audiencia Provincial de Valencia condenó a Isabel a tres años y seis meses de prisión con motivo de asistencia al suicidio.